# گاوانزچتسه
گاوانزچتسه (به لهستانی:  Gałązczyce) یک روستا در لهستان است که در گمینا گرودکوو واقع شده‌است.
 گاوانزچتسه  ۳۷۰ نفر جمعیت دارد.